# Сообщество
Соо́бщество (от «совме́стное о́бщество») — группа людей, имеющих общие интересы. Сообщество — это социальная единица (группа живых существ), в которой они объединены по признаку норм, религии, ценностей, рода занятий, обычаев, этнической принадлежности, политических взглядов, увлечения, идентичности. Этот термин относится как к социальным связям между людьми, так и к природным образованиям. Человеческие сообщества могут формироваться по принципу места, расположенного в данном географическом районе (например, в стране, деревне, городе или соседстве) или в виртуальном пространстве через коммуникационные платформы (различные интернет-сообщества по интересам: тематические веб-форумы, блоги, группы).
Прочные отношения, выходящие за рамки непосредственных генеалогических связей, также определяют чувство общности, важное для их идентичности, практики и ролей в социальных институтах, таких как семья, дом, работа, правительство, общество или человечество в целом. Хотя сообщества обычно невелики по сравнению с личными социальными связями, «сообщество» может также относиться к большим группам, таким как национальные сообщества, международные сообщества и виртуальные сообщества.
Декан факультета журналистики Кубанского государственного университета, доктор исторических наук, доктор социологических наук, профессор В. В. Касьянов определяет сообщество как социальные отношения нескольких людей, у которых есть чувство солидарности между собой и которые имеют общее понимание, что, с точки зрения Касьянова, является крайне важным для единства группы. Сообщества бывают очень разнообразными, но, в подавляющем большинстве случаев, члены сообщества чувствуют взаимную ответственность по отношению друг к другу. В сообществе у индивидуумов имеются общие нормы и ценности, а также одинаковые формы идентификации и дифференциации.

## Этимология слова в других языках
Англоязычное слово community («сообщество, община») происходит от латинского communitas («сообщество», «общественный дух»), от латинского communis («общий»). Человеческие сообщества или общины могут иметь общие намерения, убеждения, ресурсы, предпочтения, потребности и риски, влияющие на идентичность участников и степень их сплочённости. В современном русском языке появилась калька с английского слова «коммьюнити», которая используется в бизнесе или в качестве сленга.
Немецкое слово Gemeimchaft («сообщество, общность») описано Ф. Тённесом как реальное и органическое целое, совместная жизнь в общности в противовес обществу, которое является публичным миром.

## Природные сообщества
В экологии сообществом считается надорганизменная система, которое считается синонимом биоценоза. Каждое сообщество имеет определённую видовую структуру. Специфическая характеристика сообщества — видовое разнообразие (число видов растений, животных, грибов, микроорганизмов). Подобные объединения никогда не возникают случайно, главным фактором их образования являются географическое расположение и климатические условия. Часто процесс возникновения природных сообществ происходит естественно, независимо от человека, поэтому их и называют «естественными» (луг, болото, степь). В природном сообществу существуют пищевые связи и роли. В каждом сообществе также есть эдификаторы — строители, то есть виды, создающие условия для жизни других видов данного биоценоза. По мере усложнения сообщества усложняются и связи между популяциями. В историческом разрезе, как отмечает В. А. Радкевич (1997), смена фауны и флоры по геологическим периодам — не что иное, как смена сообществ, замена одного типа биогеоценоза другим, то есть экологическая сукцессия. Изучение устойчивости сообществ в наземных, почвенных и водных экосистемах, выяснение механизмов, разработка критериев устойчивости представляет в настоящее время важную проблему, решением которой занимаются многие исследователи (Ю. А. Израэль, М. Я. Антоновский, С. М. Семенов, 1988, др.).

## Социальные сообщества
В социологии существует термин «социальная общность», который, по сути, служит синонимом слову сообщество. Например, при упоминании работы Ф. Тённиса некоторые исследователи используют слово «сообщество», другие «общность», а иногда встречаются оба понятия, что во многом зависит от используемого перевода.
По словам Маккензи Р. Д., отличие человеческого сообщества от растительного заключается в двух основных характеристиках — мобильность и целеполагание, потому что люди могут выбирать среду обитания и способны управлять или изменять условия этой среды. Человеческое сообщество появилось по причине особенностей человеческой природы и потребностей людей. Так как человек существо социальное, то он в высшей степени склонен к сотрудничеству. Люди постоянно собираются и координируют свои усилия, чтобы достичь лучшего совместного результата в одиночку. В древние времена люди в небольших сообществах вместе охотились или собирали пищу. В современном мире они вступают в союзы или политические партии, чтобы вместе добиваться конкретных результатов.
Х.Зорбо считал, что лучшим в своём роде примером сообщества служит деревня; и именно сельский тип жизни пытались воссоздать в городе организаторы американских общин. Деревня — это гомогенная, относительно недифференцированная социальная группа. Её население относительно едино с точки зрения социального и экономического статуса. Существуют лишь немногочисленные контрасты между принятым и чужестранным (outlandish). Каждая социальная ситуация определена на многие поколения вперёд и человек должен придерживаться традиционных паттернов поведения. Люди отвечают на ситуации общими установками. Когда человек не может справиться с ситуацией сам, сообщество справляется с ней за него. В случае кризиса группа действует как единое целое.
В своей теории Тённис различает политические, общественные и хозяйственные формы сообществ. В современной социологии выделяются 4 типа сообществ: 1) демографические; 2) этнические; 3) территориальные; 4) профессиональные.

## Археология
В археологических исследованиях социальных сообществ термин «сообщество» используется в двух значениях. Во-первых, это неформальное определение общины как места, где раньше жили люди. В этом смысле оно синонимично понятию древнего поселения — будь то деревня, село или город. Второе значение напоминает использование этого термина в других социальных науках: сообщество — это группа людей, живущих рядом друг с другом и социально взаимодействующих между собой. Большинство реконструкций социальных сообществ археологами опираются на принцип, согласно которому социальное взаимодействие в прошлом было обусловлено физическим расстоянием. Следовательно, небольшое сельское поселение, вероятно, составляло социальную общность, а пространственные подразделения городов и других крупных поселений могли образовывать общины. Археологи обычно используют сходство в материальной культуре — от типов домов до стилей керамики — для реконструкции сообществ прошлого. Этот метод классификации основан на предположении, что люди имели больше общего в типах и стилях своих материальных благ с другими членами социального сообщества, чем с посторонними.

## Чикагская школа социологии о сообществах
Чикагская школа социологии с начала 20 века проводит исследования различных городских сообществ. Их эмпирические исследования подразумевают тесную связь с практикой и были проблемно-сфокусированными. Например, исследования естественных ареалов, сообществ и соседств стали фундаментом для нового районирования Чикаго (во многом сохранившегося по сей день). Тематика их исследований охватывала следующие области, касавшиеся многообразных сообществ: афро-американских сообществ, расовым отношениям между сообществами, криминальные сообщества, демографических и профессиональных сообществ.
Изучая городские сообщества, социологи этой школы уделяют внимание понятию их мобильности как ответ на новый стимул или ситуацию. Было определено 2 элемента мобильности сообществ: 1) состояние изменчивости человека-персоны и 2) число и тип контактов или стимуляций в его внешней среде. Важность этого исследования о мобильности городских сообществ отражается в конкретных измеримых показателях, например, цены на землю, поскольку они отражают движение, дают один из самых чувствительных показателей мобильности. «Самые высокие цены на землю в Чикаго находятся в точке наибольшей мобильности в городе — на углу Стейт- и Мэдисон-стрит, в центральном деловом районе Луп („Большая петля“). Подсчёты транспортников показали, что в период пик через юго-западный угол пересечения этих улиц проходят в час 31 тысяча человек или 210 тысяч человек за 16 с половиной часов. На протяжении более 10 лет цены на землю в „Большой петле“ удерживались на постоянном уровне, но за это же время выросли вдвое, вчетверо и даже в 6 раз в стратегических секторах „спутниковых деловых центров“ и это точный показатель происшедших изменений. Проведённые нами исследования показывают, что, по всей видимости, изменения в ценах на землю, особенно там, где они коррелируют с изменениями арендной платы, представляют, пожалуй, лучшую количественную меру мобильности и, стало быть, всех тех изменений, которые происходят в ходе экспансии и роста города».
В рамках изучения городских сообществ представители чикагской школы социологии исследовали некоторые виды сообщество, например, гетто как предельный случай культурного сообщества (Вирт), шайку как особый тип социальной группы, имеющей «промежуточный» характер (Трэшэр) и тюремных сообществ (Хейнер, Эш).
Что касается гетто, то оно, по мнению Вирта, прекрасно иллюстрирует способы, с помощью которых культурная группа отражает своё древнее наследие при помещении в чужую среду, а также постоянную сортировку и пересортировку её членов и силы, благодаря которым сообщество сохраняет свою целостность и преемственность. При этом оно демонстрирует незаметные пути, которыми это культурное сообщество постепенно трансформируется, пока не ассимилируется с окружающим широким сообществом, в то же время постоянно проявляя в разных формах старую, безошибочно узнаваемую атмосферу. Автор исследует понятия диаспоры, добровольного и принудительного гетто, атмосферу гетто и пример чикагского гетто (еврейское сообщество), а также конфликт и самосознание, связанные с гетто; гетто и сегрегированные городские ареалы.
Харви Уоррен Зорбо пытался дать ответ на вопрос о том, возможно ли сохранение и развитие сплочённых сообществ в современном большом городе на примере нескольких районов Чикаго. На примере престижного района он показывает, что его невозможно назвать сообществом, потому что это всего лишь отличное место для размещения дома, где человек проводит светский сезон. Большинство людей, живущих на Золотом Берегу, имеют интересы, которые рассредоточены по всему городу. Здесь нет соседств; люди связываются друг с другом скорее как члены светских общностей, нежели как соседи. Много времени люди такого района проводят вне его пределов. Далее он рассматривает доходный дом как социальный мир, где также не формируется сообщество в силу определённых условий. Далее Зорбо пытается разобраться в природе сообщества, выяснить, как оно действует, устанавливает стандарты, определяет цели и добивается их достижения, а также говорит о необходимости разобраться, какое влияние оказал рост города на жизнь локальных ареалов и какие изменения произошли в сообществе с появлением индустриального города.
Отдельные учёные изучали тему человеческих сообществ в отношении экологии. К примеру, Р. Д. Маккензи приводит экологическую классификацию человеческих сообществ, куда вошли 4 типа таких объединений: 1) первичное обслуживающее сообщество (сельскохозяйственный поселок, рыболовецкое, угледобывающее или лесозаготовительное сообщество), 2) сообщество, выполняющее вторичную функцию в процессе распределения товаров (торговое сообщество), 3) индустриальный город, где производятся товары (многочисленные отрасли или фокус на одной промышленности), 4) сообщество, в котором отсутствует особая экономическая база (курорты, политические и образовательные центры, военные сообщества, исправительные поселения).
Следующий аспект исследований касается социальной ассимиляции, в особенности иммигрантов, что включает в себя их участие в жизни сообщества, в котором они начинают жить. Для этого им нужно вырабатывать патриотизм, лояльность и здравый смысл, которые не появляются только через интеллектуальные процессы. Инструментом такой ассимиляции может служить язык той страны, в которую они переехали, а также общее понимание одних и тех же терминов и понятий, которыми оперируют в сообществе, так как коннотации одного и того же слова для разных слоёв населения могут значительно различаться. Новые члены сообщества также должны как можно полнее участвовать в фонде знания, опыта, чувств и идеалов, общих для всего сообщества и сами вносить вклад в этот фонд, то есть получать широкий доступ к воспитанию и образованию в новой стране. Для здоровой ассимиляции важно, чтобы имелась возможность продуктивно участвовать, что предполагает сохранение разнообразия установок и ценностей у участников, однако это разнообразие не должно быть слишком большим, что может повлечь упадок нравственности сообщества и станет мешать эффективному сотрудничеству.
Одна из тем, которая фигурирует в исследованиях этой школы социологии, касается общественных институтов и социальных должностей и их соотнесённости с сообществами (например, институты, предоставляющие сообществам медицинские услуги).